# Bad Tour Live in Yokohama Stadium
Bad Tour Live in Yokohama Stadium è un bootleg del cantante statunitense Michael Jackson. Consiste in uno dei primi concerti del Bad World Tour in Giappone, svoltosi il 26 settembre 1987, il quale radunò 40.000 spettatori. Il DVD è stato pubblicato in un numero limitato di copie nel 2005 solo in alcuni paesi del mondo, tra cui l' Italia. Durante il concerto vengono eseguite i brani Off the Wall, Thriller, Bad e molti dei Jackson 5/Jacksons. A differenza dei successivi tour, dove sono presenti grandi effetti speciali, qui non se ne vedono molti ma si nota certamente meglio la qualità della musica. Il concerto è uno dei più conosciuti della popstar.

## Tracce
1. Wanna Be Startin' Somethin'
2. Things I Do for You
3. Off the Wall
4. Human Nature
5. Heartbreak Hotel (a.k.a. This Place Hotel)
6. She's out of My Life
7. I Want You Back
8. The Love You Save
9. I'll Be There
10. Rock with You
11. Lovely One
12. Workin' Day and Night
13. Beat It
14. Billie Jean
15. Shake Your Body (Down to the Ground)
16. Thriller
17. I Just Can't Stop Loving You (duetto con Sheryl Crow)
18. Bad

## Curiosità
- Nel 2009 la Immortal Records mise in commercio il doppio CD One Night in Japan contenente questo celebre concerto.
- In questa data, così come durante tutto il Bad World Tour, tra i coristi figura la giovane Sheryl Crow, che inoltre canta una canzone in duetto con Jackson
- I Just Can't Stop Loving You e Bad furono inserite come tracce bonus nel DVD Michael Jackson Live at Wembley July 16, 1988, uscito nel 2012.